# Долгачёв, Вячеслав Васильевич
Вячесла́в Васи́льевич Долгачёв (род. 5 ноября 1950 года, Москва) — советский и российский театральный режиссёр, педагог. Заслуженный деятель искусств России (2008). Заслуженный артист Российской Федерации (2000). Художественный руководитель Московского Нового драматического театра.

## Биография
В 1976 году окончил режиссёрский факультет ГИТИСа.
С 1990 по 2000 годы являлся ведущим режиссёром-постановщиком МХАТа им А. П. Чехова. Сотрудничал с Театром имени Моссовета, Московским театром имени А. С. Пушкина, Московским театром имени М. Н. Ермоловой, Московским театром имени Н. В. Гоголя, Московским театром им. К. С. Станиславского и др.
Преподавал актёрское мастерство и режиссуру в Школе-студии МХАТ, ВТУ имени М. С. Щепкина, ГИТИСе,
Нью-Йоркском университете / New York University (г. Нью-Йорк, США), Колумбийском университете / Columbia University (г. Нью-Йорк, США), The Actors Centre (г. Нью-Йорк, США), Stella Adler Studio of Acting (г. Нью-Йорк, США), Джульярдской школе / Juilliard School (г. Нью-Йорк, США), Центре исполнительских искусств им. Дж. Ф. Кеннеди / The John F. Kennedy Center for the Performing Arts (г. Вашингтон, США), Иллинойсском университете / University of Illinois (г. Чикаго, США), Roosevelt University (г. Чикаго, США) и др.
С 2001 года — художественный руководитель Московского Нового драматического театра.
Поставил более 60 спектаклей в России и за рубежом. Постановки Долгачёва побывали на гастролях в Израиле, Словакии, США, Франции, Швейцарии и Швеции.

## Семейное положение
Женат, имеет дочь, внучку и двоих внуков.

## Награды и звания
- Заслуженный артист Российской Федерации (2000)
- Заслуженный деятель искусств Российской Федерации (2008)
- Премия Правительства Москвы «За вклад в развитие культуры» (2014)
- Главный приз XIII Международного фестиваля камерных спектаклей по произведениям Ф. М. Достоевского в номинации «Лучшее воплощение идей и образов Достоевского» за режиссуру спектакля «Настасья Филипповна» (2009)[1]
- Благодарственное письмо Префектуры Северо-Восточного административного округа города Москвы «За многолетний добросовестный труд, высокий профессионализм, личный вклад в развитие культуры и в честь 65-летия» (2015)
- Благодарственное письмо Управы Ярославского района города Москвы «За личный вклад в развитие театрального искусства, плодотворное сотрудничество и в связи с 65-летием со дня рождения» (2015)
- Благодарственное письмо Главного управления Министерства внутренних дел России по городу Москве «За вклад в дело духовного и нравственно-эстетического воспитания сотрудников органов внутренних дел столичного гарнизона и членов их семей» (2016)
- Специальный диплом жюри XIV Международного театрального фестиваля «Золотой Витязь» за режиссуру спектакля «Три мешка сорной пшеницы» (2016)[2]

## Основные постановки

### Постановки за рубежом

#### Body Politic Theatre (Чикаго,США)
- «Конёк-Горбунок» / The Little Humpbacked Horse Петра Ершова, 1990

#### Международный фестиваль Moral Reamement (Швейцария)
- «Ехай!» / Go! Нины Садур, 1991

#### The PlayGround Theatre (Майами, США)
- «Стойкий оловянный солдатик» / The Steadfast Tin Soldier Ханса Кристиана Андерсена, 2006

#### Classic Stage Company (Нью-Йорк, США)
- «Чайка» / The Seagull Антона Чехова, 2008

### Постановки в России

#### Студенческий театр МГУ(факультет психологии)
- «Крошка Цахес» Эрнеста Теодора Амадея Гофмана, 1972
- «И даже не первое апреля» Александра Хайта, 1973
- «Хорошо ловится рыбка-бананка» Джерома Дэвида Сэлинджера, 1974
- «Мы» Давида Самойлова, 1975

#### Кинешемский драматический театр
- «Пеппи Длинныйчулок» Астрид Линдгрен, 1975

#### Литературно-драматический театр ВТО
- «А существует ли любовь? — спрашивают пожарные» Эдварда Радзинского, 1977
- «Любовь — книга золотая» Алексея Толстого, (ассистент режиссёра), 1979
- «С любимыми не расставайтесь» Александра Володина, 1996

#### Русский академический театр имени Лермонтова
- «Игра в джин» Дональда Кобурна, 1982, (лучший спектакль сезона 1981 года)

#### Московский театр имени К. С. Станиславского
- «Ну, и пусть!» Виктории Токаревой, 1982

#### Ленинградский молодёжный театр
- «Девочки, к вам пришёл ваш мальчик!» Людмилы Петрушевской, 1983

#### Курский театр юного зрителя
- «Дорогая Елена Сергеевна» Людмилы Разумовской, 1985

#### Театральный фестиваль в Щелыково
- «Комические новеллы для театра теней» Олега Юрьева, 1986
- «Голуби» Михаила Угарова, 1987

#### Московский драматический театр имени Н. В. Гоголя
- «Плюшевая обезьяна в детской кроватке», Марианны Яблонской, 1988 (спектакль признан лучшим дебютом на московской сцене в 1988 году)

#### Московский драматический театр имени М. Н. Ермоловой
- «Чудная баба» Нины Садур, 1990

#### Московский театр имени А. С. Пушкина
- «Один из последних вечеров карнавала» Карло Гольдони, 1990
- «Дело корнета О-ва» Елены Греминой, 1992

#### Театральный фестиваль в Любимовке
- «Комната смеха» Олега Богаева, 1998

#### Театр имени Моссовета
- «Московское гнездо» Леонида Зорина, 1998

#### МХАТ имени А. П. Чехова
- «Чайка» Антона Чехова (режиссёр-стажер), 1980
- «Сказки Мельпомены» Антона Чехова, 1990
- «Бобок» Фёдора Достоевского, 1991
- «Молочный фургон больше не останавливается здесь» Теннесси Уильямса, 1992
- «Возможная встреча» Пауля Барца, 1993
- «За зеркалом» Елены Греминой, 1994
- «Тойбеле и её демон» Исаака Башевиса-Зингера, 1995
- «Длинный язык» Антона Чехова, 1996
- «После репетиции» Ингмара Бергмана, 1997
- «И свет во тьме светит…» по повести «Отец Сергий» Льва Толстого, 1999

#### Санкт-Петербургский «Театральный дом»
- «Голубки» Полы Вогел, 2000

#### Московский Новый драматический театр
- «Профессионалы победы» Александра Гельмана, 2002
- «12 разгневанных мужчин» Реджинальда Роуза, 2002
- «Время рожать» по книге Виктора Ерофеева, составленной им из рассказов лучших молодых авторов начала XXI века, 2003
- «Один из последних вечеров карнавала» Карло Гольдони, 2003
- «Шутники» Александра Островского, 2004
- «Три девушки в голубом» Людмилы Петрушевской, 2005
- «Происшествия невероятные» Фёдора Достоевского, 2006
- «Зверь» М. Гиндина, В. Синакевича, 2006
- «Чудаки, или Жених с Зелёного мыса» Вольтера, 2006
- «Дочки-матери» Александра Володина, 2007
- «Разбойники» Фридриха Шиллера, 2007
- «Настасья Филипповна» по роману «Идиот» Фёдора Достоевского, 2008
- «Прекрасное воскресенье для пикника» Теннесси Уильямса, 2008
- «12 новелл о любви» Антона Чехова, 2008
- «Top Dogs, или Новые игры взрослых» Урса Видмера, 2009
- «Тойбеле и её демон» Исаака Башевиса-Зингера, 2009
- «Додзёдзи — храм» Юкио Мисимы, 2009
- «Дело» Александра Сухово-Кобылина, 2010
- «Века Луны» Сэма Шепарда, 2010
- «Богатые невесты» Александра Островского, 2011
- «Улыбки летней ночи» Ингмара Бергмана, 2011
- «Чудо Святого Антония» Мориса Метерлинка, 2011
- «Белый пудель» Александра Куприна, 2011
- «От первого лица» по роману «Герой нашего времени» Михаила Лермонтова, 2012
- «Чтение для впавших в уныние» Майи Кучерской, 2012
- «С вечера до полудня» Виктора Розова, 2013
- «Сейлемские ведьмы» Артура Миллера, 2013
- «Провинциальные анекдоты» Александра Вампилова, 2014
- «В ожидании Годо» Сэмюэла Беккета, 2014
- «Все мыши любят сыр» А. Спирина и Е. Ермаковой, 2014
- «Кто боится Вирджинии Вулф?» Эдварда Олби, 2015
- «Месяц в деревне» Ивана Тургенева, 2015
- «Три мешка сорной пшеницы» Владимира Тендрякова, 2016
- «Невысокий слог любви» по мотивам современной поэзии, 2016
- «Визит старой дамы» Фридриха Дюрренматта, 2016
- «Что угодно, или 12 ночь» Уильяма Шекспира, 2017
- «Морозко» по мотивам сказки Владимира Одоевского «Мороз Иванович», 2017

## Интервью
- РИАМО — Худрук Нового драматического театра: о первой постановке Шекспира и возвращении к Островскому // 14 ноября 2017
- Журнал «Театрал» — Вячеслав Долгачёв: «Мы решили попробовать новую систему финансирования» // 27 октября 2017
- Радио «Культура» — Театральная среда братьев Верников // 28 июня 2017
- Журнал «Театральный мир» — Вячеслав Долгачёв: «Я бы ничего не хотел изменить в прожитой жизни…» // ноябрь 2015
- РИАМО — Худрук Нового драмтеатра Вячеслав Долгачёв: «Хочу удивить и себя, и зрителей» // 17 ноября 2015
- Телеканал «Россия-Культура» — Главная роль. Вячеслав Долгачёв // 5 ноября 2015
- «Учительская газета» — Американские студенты хотят выжать из учителя всё, что можно // 21 апреля 2009
- «Независимая газета» — Вячеслав Долгачёв играет для своих // 6 ноября 2008
- The New York Times — Thinking Russian, but at American Speed // 2 марта 2008
- Smotr.ru — Вячеслав Долгачёв: «Пора выбираться из медвежьего угла» // 26 сентября 2003
- Газета «Известия» — Вячеслав Долгачёв: «Зато у нас отличные артисты» // 4 сентября 2001